# Петунина, Нина Александровна
Петунина Нина Александровна (1958, г. Куйбышев) — советский и российский эндокринолог, доктор медицинских наук, профессор, член-корреспондент РАН (2019).

## Биография
Родилась в семье известных советских врачей.

Ее отец — Александр Фёдорович Краснов, ректор Куйбышевского медицинского института, академик Российской академии медицинских наук и Российской академии наук. 

В 1982 году окончила с отличием Куйбышевский государственный медицинский институт имени Д. И. Ульянова по специальности «Лечебное дело». 

С 1988 года работала ассистентом кафедры эндокринологии ММСИ им. Н. А. Семашко. 

С 1991 года работает в 1-м Московском медицинском институте имени И. М. Сеченова. 

С 2005 года работает в должности профессора кафедры эндокринологии. 

С 2008 года возглавляет кафедру эндокринологии Института профессионального образования 1-го МГМУ им. Сеченова. 

Является членом Российской Ассоциации эндокринологов .

В ноябре 2019 года общим собранием членов РАН избрана членом-корреспондентом РАН.

## Научная деятельность
Сфера научных интересов: тиреоидология и лечение сахарного диабета 2 типа.

В 1988 году защитила диссертацию на соискание ученой степени кандидата медицинских наук на тему «Состояние Т-системы иммунитета и использование иммуномодуляторов в лечении диффузного токсического зоба».

В 2004 года защитила диссертацию на соискание ученой степени доктора медицинских наук по теме «Прогностические факторы и оптимизация методов лечения диффузного токсического зоба».

Вместе с коллегами с момента образования кафедры занималась разработкой концепции последипломного образования врачей-эндокринологов. К приоритетным направлениям деятельности кафедры под руководством Петуниной Н. А. помимо учебно-методической и образовательной относится и научная (изучение патогенеза и совершенствование методов лечения социально значимых эндокринных заболеваний). 

Под ее руководством защищены 10 диссертационных работ на соискание ученой степени кандидата медицинских наук.
Член редсовета журнала «Доктор.Ру».

## Научные работы
Автор более 300 печатных работ, учебных пособий и методических рекомендаций для врачей-эндокринологов. Соавтор национального руководства по специальности «Эндокринология», федерального руководства «Рациональная фармакотерапия эндокринных заболеваний» и государственного стандарта по специальности «Эндокринология».
- Петунина Н.А. Болезни щитовидной железы. — ГЭОТАР-Медиа, 201. — С. 216.
- Петунина Н.А., Тельнова М.Э., Кононова Л.В., Хасанова Э.Р. Оценка использования ксеникала в лечении пациентов с ожирением в условиях амбулаторной практики в г. Москве // Ожирение и метаболизм. — 2009. — Январь (т. 6). — С. 18—22.
- Петунина Н.А., Мартиросян Н.С., Трухина Л.В. Синдром тиреотоксикоза. Подходы к диагностике и лечению // Трудный пациент. — 2012. — Январь (т. 10). — С. 20—24.
- Петунина Н.А., Хасанова Э.Р., Трухина Л.В. Тиреотоксикоз и беременность // Доктор.Ру. — 2008. — Июнь (№ 43). — С. 87—90.
- Петунина Н.А. Роль снижения веса у больных с ожирением в профилактике развития сахарного диабета 2 типа // Ожирение и метаболизм. — 2007. — Январь (т. 4). — С. 8—14.
- Петунина Н.А., Альтшулер Н.Э., Ракова Н.Г., Трухина Л.В. . Гормоны жировой ткани и функциональная активность щитовидной железы // Ожирение и метаболизм. — 2010. — Апрель (т. 7). — С. 8—11.

## Награды и почётные звания
- Дипломант II международного конкурса учебно-методической, учебной и научной литературы «Золотой Корифей» (2012—2013 годы) в номинации «Медицинские, фармацевтические и химические науки».
- Грамоты факультета послевузовского профессионального образования 1-го МГМУ им. И. М. Сеченова и Министерства здравоохранения и социального развития РФ.
- Отличник здравоохранения Российской Федерации
- Заслуженный работник высшей школы Российской Федерации
- Медаль "За заслуги перед отечественным здравоохранением"